# Timi Max Elšnik
Timi Max Elšnik né le 29 avril 1998 à Kidričevo en Slovénie est un footballeur international slovène qui joue au poste de milieu central à l'Étoile rouge de Belgrade.

## Biographie

### En club
Né à Kidričevo en Slovénie, Timi Max Elšnik est formé au NK Aluminij avant de rejoindre l'Angleterre pour s'engager en faveur de Derby County. Il joue son premier match en professionnel avec ce club, le 23 août 2016 lors d'une rencontre de Coupe de la Ligue anglaise contre Carlisle United. Il entre en jeu à la place de Marcus Olsson et les deux équipes se neutralisent (1-1) avant de se départager lors d'une séance de tirs au but, durant laquelle Derby County sort vainqueur. Il est l'auteur du tir qui permet la victoire de son équipe,.
Le 31 août 2017, il est prêté à Swindon Town.
Le 31 août 2018, Timi Max Elšnik est de nouveau prêté par Derby County, cette fois à Mansfield Town pour une saison. En janvier 2019 son prêt à Mansfield Town s'achève prématurément et il retrouve Derby County.
En janvier 2020, Timi Max Elšnik fait son retour en Slovénie, s'engageant en faveur du NK Olimpija Ljubljana. Le 1er décembre 2020, Elšnik prolonge son contrat avec l'Olimpija jusqu'en juin 2023.
Le 21 mai 2022, Elšnik prolonge de nouveau son contrat avec l'Olimpija Ljubljana. Il est alors lié au club jusqu'en juin 2025,.
Le 29 juillet 2024, Timi Max Elšnik rejoint l'Étoile rouge de Belgrade. Il signe un contrat de quatre ans, soit jusqu'en juin 2028.

### En sélection
En septembre 2021, Timi Max Elšnik est convoqué pour la première fois avec l'équipe nationale de Slovénie par le sélectionneur Matjaž Kek. Il honore sa première sélection avec la Slovénie lors de ce rassemblement, le 8 octobre 2021 contre Malte. Il entre en jeu à la place de Jasmin Kurtić lors de cette rencontre remportée par son équipe par quatre buts à zéro.
Il est retenu dans la liste des 26 joueurs slovènes du sélectionneur Matjaž Kek pour participer à l'Euro 2024.

## Palmarès

### En club
- Olimpija Ljubljana :
  - Champion de PrvaLiga en 2023.
  - Vainqueur de la Coupe de Slovénie en 2021 et 2023.